# لین فریزیر
لین فریزیر (به انگلیسی: Lynn Joseph Frazier) سناتور سابق عضو حزب جمهوری‌خواه ایالات متحده آمریکا بود. وی در سال ۱۹۲۳ تا ۱۹۴۱ میلادی سناتور ایالت داکوتای شمالی در سنای ایالات متحده آمریکا بود.